# James Mill
James Mill (Northwaterbridge, Skócia, 1773. április 6. — Kensington, Nagy-London, 1836. június 23.) skót történész, közgazdász, filozófus és pszichológus. A klasszikus közgazdaságtan és az asszociációs pszichológia kidolgozója. David Ricardóval a klasszikus liberalizmust befolyásoló filozófia atyjai.

## Életútja
Mill a Northwater hídnál lévő Logie Pert plébánián született Angusban, Skóciában, James Mill cipész fiaként. Anyja Isabel Fenton, akinek a családja sokat szenvedett a jakobinus felkelésekhez való csatlakozás miatt. James Millt a legjobb taníttatásban akarta részesíteni, ezért először egy egyházi iskolában tanult, majd a Montrose Akadémián, ahol 17 és fél éves koráig maradt. Ezután az Edinburgh-i Egyetemre járt, ahol görög tudósként különböztette meg magát másoktól.
1798 októberében a skót egyház lelkészévé szentelték. 1790-től 1802-ig különböző konzultációkat tartott, amiknek eredményeképp lefoglalta magát történelmi és filozófiai tanulmányokkal. Mivel nem sok esélyt látott arra, hogy karriert csinálhat Skóciában, ezért 1802-ben Londonba utazott, ahol a Kincardineshire parlament tagja lett és a legtöbb idejét irodalmi munkákra fordította. 1803-tól 1806-ig szerkesztője volt egy nagyszabású folyóiratnak, a Literaty Journal-nak, melynek az volt a célja, hogy átfogó összegzést adjon az emberi ismeret vezető részeiről. Ezalatt az idő alatt a St. James Chronicle-t  is szerkesztette. 1804-ben írt egy értekezést a kukorica kereskedelemről, ellenezve a jelentős mértékű gabona kivitelt. 1805-ben közzétett egy fordítást, melynek a címe „An Essay on the Spirit and Influence of the Reformation of Luther.” Év végén elkezdte írni a „The History of British India” című művét, amely 2 év alatt készült el.
Ugyanebben az évben feleségül vette Harriet Burrow-t. Majd vett egy házat Pentonville-ben, ahol az első fia John Stuart Mill 1806-ban megszületett.
1808-ban megismerkedett Jeremy Benthammal, akinek sok éven át hű társa és szövetségese volt. Teljes egészében átvette Bentham elveit és elhatározta, hogy minden energiáját abba fekteti, hogy megmutassa ezeket a világnak. 1806 és 1818 között cikkeket írt az Anti-Jacobin Review-ba, a  British Review-ba és a The Eclectic Review-ba.  1808-ban szerkesztője lett az Edinburgh Review-nak, ahol egészen 1813-ig dolgozott, az első ismert cikkét „Money and Exchange” címmel adták ki. 1808-ban két cikke is megjelent az Annual Review-ban, az egyik a „Review of Fox's History”, a másik pedig a „Bentham's Law Reforms”, mely az első publikált cikke volt Benthamról. 1811-ben együttműködött William Allennel - aki egy kvéker és vegyész volt – a Philantropist című folyóiratban.
Szinte minden kiadványban közzétették egy-egy cikkét, fő témái az oktatás, a sajtószabadság és a börtöni fegyelem. Nagy támadásokat indított az egyház ellen a Bell és Lancaster vitával kapcsolatban Részt vett egy megbeszélésen, melynek eredményeképp megalapították a Londoni Egyetemet. 1814-ben több cikket is írt a haszonelvűségről, a jogtudományról, a börtönökről és a kormányról az Encyclopædia Britannica kiegészített ötödik kiadásába.
1818-ban kiadták „A History of British India”-t, amely azonnali sikerre tett szert. Ez változást hozott a Mill életében. A következő évben tisztviselővé jelölték ki az India házba, az indiai levelezés osztályára. Folyamatosan emelkedett a rangja egészen addig, amíg 1830-ban az iroda vezetőjévé nem választották, a fizetése £1900-ra, majd 1836-ban £2000-re emelkedett. 1821-ben megjelent egy nagy munkája a „Elements of Political Economy” címmel. 1824 és 1826 között Mill részt vett a Westminster felülvizsgálatában. 1829-ben megjelent az „Analysis of the Phenomena of the Human Mind.” (=A jelenségek és az emberi elme elemzése).
1831 és 1833 között Mill majdnem teljes egészében elfoglalta a Kelet-Indiai Társaságot, a viták alatt megújították az alapító okiratot, az igazgatói bíróság szóvivője. Sir William Molesworth által alapított London Review-ba írt egy figyelemre méltó cikket, melynek címe „The Church and its Reform,” mely eléggé szkeptikusnak bizonyult abban az időben, s így kárt okozott a folyóiratnak. Az utolsó megjelent könyve a „Fragment on Mackintosh” volt.

## Szellemi öröksége

Elements of political economy, 1826

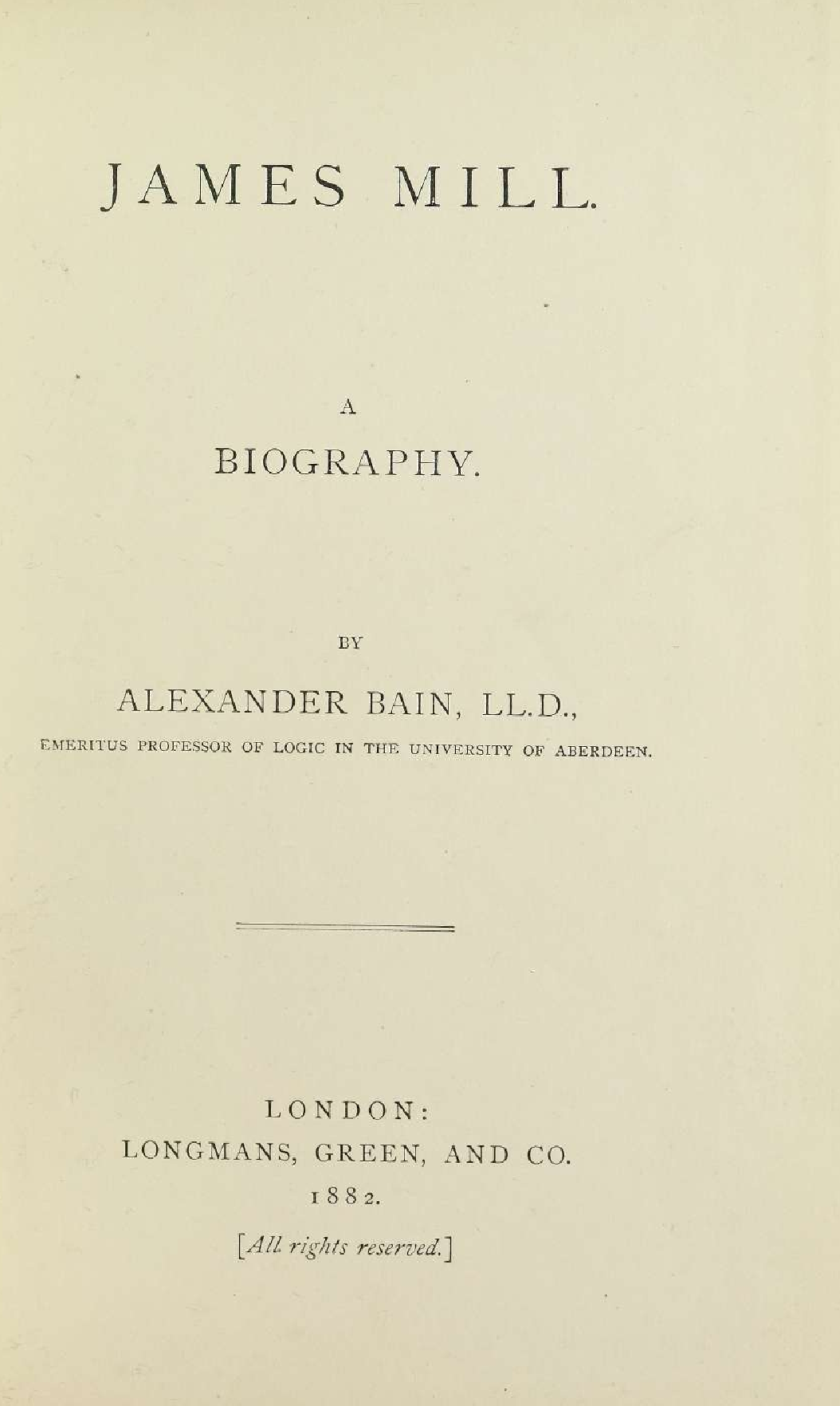
Alexander Bain, James Mill. A biography, 1882

### The History of British India
James jobban szeretett elméleti megközelítést adni a társadalmi témákhoz a tapasztalati helyett, amely egyébként a kor tudományos módszere volt. Legismertebb irodalmi műve a The History of British India, melyben leírta az indiai birodalom megszerzését Anglia által. Továbbá létrehozott egy politikai elméletet, amelyben a hindu civilizáció létét vázolta fel, és leírta az emberek viselkedését a hódítás egymást követő szakaszaiban és India igazgatását a kritikus időszakokban. Ez a munka és az író hivatalos kapcsolata Indiával az élete utolsó 17 évét behálózta és az egész kormányzási rendszerre hatással volt. Mill soha nem látogatta meg az indiai gyarmatot, kizárólag dokumentációs anyagokra és levéltári adatokra támaszkodott, amikor összeállította munkáját. Ez a tény vezetett Amartya Sen által írt kritika megfogalmazásához. Thomas Trautman elmondása szerint, James Mill nagy hatású műve History of British India a legfontosabb forrása a brit indo-fóbiának és az ellenséges irányultságnak.

## Fordítás
- Ez a szócikk részben vagy egészben a James Mill című angol Wikipédia-szócikk fordításán alapul.  Az eredeti cikk szerkesztőit annak laptörténete sorolja fel. Ez a jelzés csupán a megfogalmazás eredetét és a szerzői jogokat jelzi, nem szolgál a cikkben szereplő információk forrásmegjelöléseként.